# Porcellanopagurus edwardsi
Porcellanopagurus edwardsi är en kräftdjursart som beskrevs av Henri Filhol 1885. Porcellanopagurus edwardsi ingår i släktet Porcellanopagurus och familjen eremitkräftor. Inga underarter finns listade i Catalogue of Life.